# Thermopsis lupinoides
Thermopsis lupinoides là một loài thực vật có hoa trong họ Đậu. Loài này được (L.) Link miêu tả khoa học đầu tiên.